# اوسکان اوسکانیان
اوسکان آقابکی اوسکانیان (ارمنی: Ոսկան Աղաբեկի Ոսկանյան؛  زادهٔ ۱۹۰۶ - درگذشته ۱۲ نوامبر ۱۹۴۴) مهندسی برق، سیاستمدار اهل ارمنستان بود.

## زندگی‌نامه
وی در ۱۹۰۶ در مسروپاوان به دنیا آمد و از دانشگاه پلی‌تکنیک پتر کبیر سن پترزبورگ (۱۹۳۳) فارغ‌التحصیل گشت. همچنین برندهٔ جوایزی همچون نشان لنین (۱۹۴۰)، نشان پرچم سرخ کار (۱۹۴۲)، نشان ستاره سرخ (۱۹۴۴)، نشان برجسته افتخار و مدال برای دفاع از لنینگراد شده است. وی در ۱۲ نوامبر ۱۹۴۴ در سن ۳۸ سالگی پس از یک دوره بیماری جدی و طولانی در ایروان درگذشت.

## یادداشت
1. ↑  Մեսրոպավան